# Darrell Britt-Gibson
Darrell Hadari Britt-Gibson (Silver Spring, 8 mei 1985) is een Amerikaans acteur. Hij speelde in diverse films en televisieseries, waaronder 20th Century Women, Fear Street Part One: 1994 en The Wire.

## Filmografie

### Film
- 2009: Toe to Toe, als Leron
- 2012: Man vs. Automated Phone System, als Man
- 2013: W.M.D., als andere jongen
- 2014: Squatters, als tiener
- 2016: Soy Nero, als privé compton
- 2016: Keanu, als Trunk
- 2016: 20th Century Women, als Julian
- 2017: Three Billboards Outside Ebbing, Missouri, als Jerome
- 2018: The Unicorn, als Charlie
- 2019: Just Mercy, als Darnell Houston
- 2021: Judas and the Black Messiah, als Bobby Rush
- 2021: Silk Road, als Rayford
- 2021: Fear Street Part One: 1994, als Martin P. Franklin
- 2021: Fear Street Part Three: 1666, als Martin P. Franklin
- 2024: She Taught Love, als Frank Cooper

### Televisie
- 2006-2008: The Wire, als Darius "O-Dog" Hill
- 2011: Monday Wednesday Friday, als Darrell
- 2012: Southland, als kind
- 2013: Shameless, als Nick
- 2013: Uproxx Video, als Lenny Bailor
- 2013: The Bridge, als serveerder
- 2013: Major Crimes, als Shorty Wallace
- 2014: Californication, als Darrell
- 2014: Power, als Rolla
- 2014-2017: You're the Worst, als Dale "Shitstain"
- 2017: Powerless, als Anton
- 2018-2023: Barry, als Jermaine
- 2022: We Own This City, als Jemell Rayam